# Лавринович, Кшиштоф
Кшиштоф Лавринович (лит. Kšyštof Lavrinovič; пол. Krzysztof Ławrynowicz, род. 1 ноября 1979[…], Вильнюс) — литовский баскетболист польского происхождения.

## Биография
Родился 1 ноября 1979 года в Вильнюсе, Литовская ССР.
В начале 2000-х вместе с братом-близнецом Дариушом отсидел 2,5 года в тюрьме за изнасилование. Этот факт помешал впоследствии выступлениям в НБА.
Играет на позиции тяжелого форварда и иногда центрового. Начинал свою профессиональную карьеру в Литве, в БК «Алита», затем переехал в Россию, где провел 5 лет карьеры. В команде «УНИКС» играл вместе с братом-близнецом Дариушом, в 2016 году оба брата снова начали играть вместе в клубе «Литкабелис», в 2018 оба перешли в «Пренай», в 2019 — в британский «Лондон Сити Ройалс». Играл за сборную Литвы.

## Семья
Дариуш Лавринович также профессиональный баскетболист.
Жена — победительница конкурса «Краса России», пермячка Татьяна Сидорчук. Он познакомился с ней во время выступления за пермский «Урал-Грейт»

## Достижения
В клубах
- Урал-Грейт
  - серебряный призёр чемпионата России: 2003
  - обладатель Кубка России: 2004
- Динамо Москва
  - серебряный призёр чемпионата России: 2005
- УНИКС
  - серебряный призёр чемпионата России: 2007
  - финалист Кубка России: 2007
- Монтепаски
  - чемпион Италии: 2008, 2009, 2010, 2011, 2012
  - обладатель Кубка Италии: 2009, 2010, 2011, 2012
  - обладатель Суперкубка Италии: 2007, 2008, 2009, 2010, 2011
  - третье место Евролиги УЛЕБ: 2008, 2011
- Жальгирис
  - чемпион Литвы: 2013
  - обладатель Суперкубка Литвы: 2012

В сборной
- Чемпион Европы: 2003
- серебряный призёр чемпионата Европы: 2013
- бронзовый призёр чемпионата Европы: 2007
- Четвёртое место на Олимпийский Играх: 2008